# Īstī Bolāgh
Īstī Bolāgh (persiska: يستی بُلاغ, ايستی بلاغ) är en ort i Iran.   Den ligger i provinsen Hamadan, i den nordvästra delen av landet, 280 km väster om huvudstaden Teheran. Īstī Bolāgh ligger 1 796 meter över havet och antalet invånare är 284.
Terrängen runt Īstī Bolāgh är platt åt sydost, men åt nordväst är den kuperad.Runt Īstī Bolāgh är det ganska glesbefolkat, med 39 invånare per kvadratkilometer. Närmaste större samhälle är Garm Āb, 18,2 km norr om Īstī Bolāgh. Trakten runt Īstī Bolāgh består i huvudsak av gräsmarker.